# Hansische Ostseestraße
Die Hansische Ostseestraße stellte zur Zeit der Hanse den wichtigsten Landhandelsweg entlang der Ostseeküste dar, verlief von Lübeck bis Stettin und spielte eine wichtige Rolle in der deutschen Ostkolonisation im Mittelalter. Zugleich war sie ein Pilgerweg, so zum Beispiel als Bestandteil des Jakobsweges in Richtung Nordspanien.

## Geschichte
Im Laufe des 13. Jahrhunderts entstanden entlang der Ostseeküste neue deutsche Städte, die durch die hansische Ostseestraße verbunden wurden. In den Jahren zwischen 1218 und 1229 entstehen Rostock und Wismar, 1234 wird die bis dahin dänische Siedlung Stralsund als deutsche Stadt von Rostock aus neu gegründet. 1234 entsteht Stettin, 1250 erhält Greifswald, 1264 Anklam deutsches Stadtrecht.
Die Hansische Ostseestraße führte vom Lübecker Markt durch das Burgtor hinaus auf Schlutup zu, wo sie die lübische Landwehr verließ. Der weitere Verlauf führte nördlich von Selmsdorf an der Martinsmühle vorbei über die Dassower Brücke über die Stepenitz nach Dassow. Von hier verlief die Straße weiter über Mallentin nach Grevesmühlen, wo sich eine Zollstelle befand. Über Hoikendorf und Gägelow vorbei am Wismarer Aussätzigenhospital St. Jacobshof erreichte sie dann Wismar. Über die heutige Lübsche Straße führte der Weg in die Stadt hinein und verließ sie über die Rostocker Straße wieder, um über Neuburg, Neubukow, Kröpelin, das Kloster in Doberan, Parkentin und Klein Schwaß nach Rostock zu verlaufen. Hier gelangte man durch das Kröpeliner Tor über die Kröpeliner Straße zum Hopfenmarkt und zum Neuen Markt.
Von Rostock führte die Trasse nördlich über Bentwisch und Rövershagen nach Ribnitz, wo sich eine Zollstelle befand. Die hinter Ribnitz liegende Recknitz bildete die Grenze zu Pommern. Über Löbnitz und Martensdorf verlief die Straße bis zur Stadt Stralsund.
Von Stralsund verlief die Straße wieder südlich über Brandshagen, Reinberg und Kirchdorf nach Greifswald. Von Greifswald lief der Weg südlich über Groß Kiesow und Klein Kiesow, Ranzin, Schlatkow und Ziethen nach Anklam.
Von Anklam führten zwei alternative Wege weiter nach Stettin. Die wichtigere Trasse führte über Ueckermünde, die andere, südlichere Route führte von Anklam über Ducherow, Rathebur, Altwigshagen, Ferdinandshof und Jatznick nach Pasewalk, von hier über Löcknitz, Bismark und Neuenkirchen (heute polnisch: Dołuje) nach Stettin.

## Wiederbelebung der Route für den Tourismus
Die Tradition des Hansischen Ostseestraße wird vom heutigen Tourismusmarketing aufgegriffen, und zwar in Form
- der Europäischen Kulturstraße „Die Hanse“[1]
- der Ferienstraße Nordostdeutsche Hanse-Route[2]
- des Fahrrad-Rundkurses Hanze-Fietstour[3][4]
- des Pilgerwegs Hanse-Route[5]